# 0871
0871 è il prefisso telefonico del distretto di Chieti.
Il distretto comprende la parte occidentale della provincia di Chieti. Confina con i distretti di Pescara (085) a ovest e a nord e di Lanciano (0872) a est e a sud.

## Aree locali e comuni
Il distretto di Chieti comprende 26 comuni suddivisi nelle 2 aree locali di Chieti e Guardiagrele (ex settori di Canosa Sannita, Guardiagrele e Miglianico). I comuni compresi nel distretto sono: Ari, Arielli, Bucchianico, Canosa Sannita, Casacanditella, Casalincontrada, Chieti, Crecchio, Fara Filiorum Petri, Filetto, Giuliano Teatino, Guardiagrele, Miglianico, Orsogna, Palombaro, Pennapiedimonte, Poggiofiorito, Pretoro, Rapino, Ripa Teatina, Roccamontepiano, San Martino sulla Marrucina, Tollo, Torrevecchia Teatina, Vacri e Villamagna.